# Туліїв
Туліїв — селище  в Україні, у Чернівецькій селищній громаді Могилів-Подільського району Вінницької області. Населення становить 11 осіб.

## Історія
7 (20) листопада 1917 року, відповідно до Третього Універсалу Української Центральної Ради, увійшло до складу Української Народної Республіки.
12 червня 2020 року, відповідно до Розпорядження Кабінету Міністрів України № 707-р «Про визначення адміністративних центрів та затвердження територій територіальних громад Вінницької області» увійшло до складу Чернівецької селищної територіальної громади.
19 липня 2020 року, в результаті адміністративно-територіальної реформи та ліквідації Чернівецького району, селище увійшло до складу Могилів-Подільського району.

## Географія
Селищем протікає річка Рудка, права притока Бушанки.